# Roger McCluskey
Roger McCluskey, född den 24 augusti 1930 i San Antonio i Texas i USA, död den 29 augusti 1993, var en amerikansk racerförare.

## Racingkarriär
McCluskey tävlade med stor framgång i USAC National Championship, där han vann titeln 1973, efter en jämn och stabil säsong. Han vann sammanlagt fem tävlingar i USAC, varav den sista var hans sista lopp på Milwaukee Mile säsongen 1979. Förutom titeln kom McCluskey trea i mästerskapet säsongen 1972. McCluskey avled 1993.